# سنت-دنیس
سنت-دنیس (کومونه) (به ایتالیایی: Saint-Denis) یک کومونه در ایتالیا است که در واله دائوستا واقع شده‌است.

## خصوصیات
سنت-دنیس ۱۱ کیلومترمربع مساحت و ۳۷۱ نفر جمعیت دارد و ۸۲۰ متر بالاتر از سطح دریا واقع شده‌است.